# السيلية
السيلية مدينة قطرية تابعة لبلدية الريان سميت السيلية بهذا الاسم نسبة إلى مزرعة. أصل كلمة سيلية من سيل. المنطقة عبارة عن مزرعة أرضها منخفضة كانت روضة في السابق، وبسبب انخفاض أرض هذه المنطقة وكثرة الوديان المؤدية إليها، فإن سيول مياه الأمطار تنحدر إليها بشدة وتملؤها، لذلك أُطلق عليها اسم السيلية، وبها نادي رياضي يسمى نادي السيلية الرياضي، وبها استاد رياضي يسمى استاد السيلية.